# Adonisea atrites
Adonisea atrites là một loài bướm đêm trong họ Noctuidae.